# Diego Sandoval de Castro
Diego Sandoval de Castro (Calabria, 1516 – Noepoli, 1546) è stato un poeta italiano, castellano di Cosenza e barone di Bollita.

## Biografia

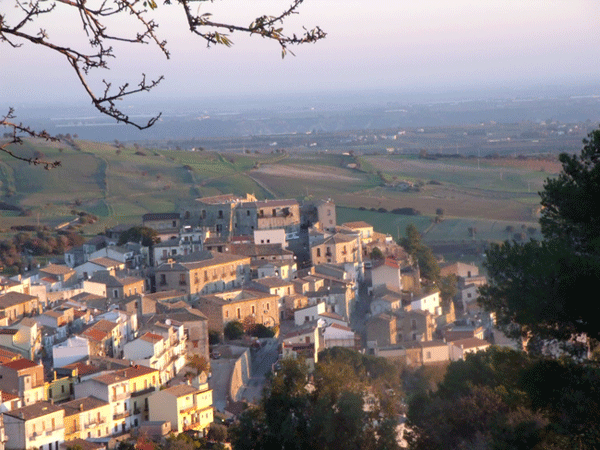
Nova Siri e il castello di don Diego

Di origini spagnole, era unico e legittimo figlio del nobile iberico don Pedro (lontano discendente dalla casa reale di León), trasferitosi nel viceregno di Napoli nei primi anni del Cinquecento: in seguito un altro ramo della stirpe si diffuse in Sicilia. Sua madre fu Giovanna Bisbal, scomparsa precocemente. Il piccolo Diego, nato probabilmente nel feudo calabrese amministrato dall'avo materno Francesco Bisbal, conte di Briatico (dal 1496) e Calimera, venne posto sotto tutela della vedova di questi, Caterina Saracina, per 11 anni, fino al raggiungimento della maggiore età.
Don Diego militò nell'esercito dell'imperatore Carlo V, prima di essere investito della baronia di Bollita, oggi Nova Siri (in provincia di Matera), e di ottenere la castellania di Cosenza. Acquistò nel 1534, per la somma di 5000 ducati, il feudo di Campana da Ferdinando Spinelli. L'anno successivo ricevette Carlo V, proveniente da Tunisi, a Cosenza. Nel 1541 intervenne nella battaglia di Algeri. Sandoval fu iscritto all'Accademia Fiorentina, dove si inimicò il Lasca, dal quale fu denigrato in un sonetto satirico con questo verso: "Senza sapere punto di lingua e col fare al Petrarca la bertuccia".
Don Diego sposò per procura l'aristocratica napoletana Antonia Caracciolo; tuttavia intrecciò un legame culturale e forse amoroso con la baronessa di Favale (oggi Valsinni, in Basilicata) Isabella di Morra. Entrambi si dilettavano scrivendo e inviandosi vicendevolmente alcune poesie, e il 28 marzo 1542 il barone pubblicò una raccolta delle sue rime petrarchesche, in cui celebrò l'amore, il dolore e la bellezza femminile. La corrispondenza tra i due personaggi veniva scambiata attraverso il precettore di donna Isabella e indirizzata alla moglie Antonia: oggi rimangono solo le lettere che il Sandoval scrisse a donna Isabella, mentre le risposte non sono pervenute.
Nel 1543 il nobiluomo fu accusato di fellonia e sospeso dall'incarico di castellano di Cosenza. Decise, pertanto, di dimorare a Benevento da dove, segretamente, raggiungeva il suo castello di Bollita, abitato dalla consorte e dai figli: il maniero, edificato nel punto più alto, esiste tuttora e racchiude la piazza del borgo, in modo che il feudatario potesse esercitare una serrata vigilanza.
Nel 1546 i fratelli di Isabella scoprirono la presunta relazione tra i due e presero la decisione di ucciderla, nel castello di Valsinni, insieme al suo pedagogo. Il trentenne don Diego, invece, fu trucidato pochi mesi dopo con tre colpi di archibugio durante una battuta di caccia nei boschi di Noia, presso Potenza: gli assassini ripararono in seguito in Francia presso il padre Giovanni Michele, che già da anni si trovava presso la corte di Francesco I, e che li protesse riuscendo ad evitare un processo a loro carico per fratricidio e pluriomicidio. Dietro il loro supposto "delitto d'onore" si presume che si celassero motivi d'interesse (spartirsi la dote e l'eredità di Isabella) e inveterate avversioni politiche (Diego era fautore dell'imperatore Carlo V, mentre la famiglia della poetessa parteggiava per il re di Francia). Diego Sandoval de Castro fu sepolto nella cripta della Chiesa Madre di Bollita, ma il sito preciso non è stato individuato.
Testimonianze sulla storia dei due poeti furono raccolte nel 1928 dal filosofo abruzzese Benedetto Croce, che pubblicò il saggio Isabella di Morra e Diego Sandoval De Castro.
Arma dei Sandoval di Castro: D'oro alla banda di nero.

## Opere
- Rime petrarchesche, Napoli 1542.

## Riferimenti nella cultura di massa
- Sexum superando - Isabella Morra (2005), film diretto da Marta Bifano.